# Temporada 1963 de la AFL
La Temporada 1963 de la AFL fue la 4.ª temporada de la AFL. Los ocho franquicias originales de 1960 se
mantuvieron, pero dos sufrieron cambios de nombre, con una reubicación. New York Titans cambiaron sus colores (de azul marino y oro a verde
y blanco), se cambiaron de estadio (del Polo Grounds de Manhattan al Shea Stadium en Queens, cerca del Aeropuerto LaGuardia )
y el nombre a New York Jets. El campeón defensor de la AFL, Dallas Texans, se trasladó al norte de Misuri y se convirtió en los
Kansas City Chiefs.
La temporada finalizó cuando los San Diego Chargers vencieron a los Boston Patriots 51-10, hasta la fecha el único campeonato de liga
ganado por la ciudad.

## Carrera Divisional
Al igual que las tres temporadas anteriores, la AFL tenía 8 equipos, dividido en dos divisiones. Cada equipo jugaba dos partidos contra los
otros por un total de 14 partidos, y los ganadores de la división se enfrentaban por el juego de campeonato de la AFL. Si hubiera empate en la
clasificación, se llevaba a cabo un desempate para determinar el ganador de la división. San Diego lideró la División Oeste durante toda la
temporada, con los Oakland Raiders tras un juego detrás de semana ocho en adelante. Los Raiders habían comenzado en 2-0, luego perdió cuatro
partidos consecutivos, después tuvieron una racha ganadora. La desventaja de 2-4 no se pudo recuperar, y aunque Oakland venció a San Diego
dos veces (34-33 el 27 de octubre y 41-27 de diciembre 8), no fueron capaces de obtener la punta.
En el Este la punta se cambió en la semana siete, después de que los Jets perdieron a Oakland, 49-26, y los Patriots y Houston empatados en
4-3-0 en el liderazgo. Houston, ganador de los tres primeros títulos de Este, consiguió la punta la siguiente semana, pero Boston venció 45-3
en la semana ocho. En la semana 10, Boston perdió 7-6 frente a San Diego, mientras que Houston venció a los Jets 31-27 para empatar de nuevo.
Dos semanas más tarde (doce semanas de duración), San Diego venció a Houston 27-0, mientras que Boston logr una victoria de 17-7 sobre Buffalo.
En la Semana Trece, Boston estaba en 7-5-1, Buffalo y Houston eran sus escoltas. En la última semana, San Diego venció a Houston, 20-14.
Buffalo ganó 19-10 sobre los Jets, mientras que Boston perdió 35-3 en Kansas City, dando un empate con los Pats en 7-6-1, forzando un
desempate.
El calendario se retrasó una semana debido al asesinato del presidente Kennedy, lo que dio lugar a un movimiento de juegos de ese fin de
semana (es decir, la semana de noviembre 23-24) para el fin de semana de diciembre 21-22. Dado que sólo tres partidos habían sido programados,
Boston y Buffalo iban a tener una semana de descanso, significaba que los Patriots y Bills terminarían su calendario el sábado 14 de diciembre,
una semana antes de que otros seis equipos de la liga. En consecuencia, los Patriots y Bills podrían haber jugado su playoff de desempate el
22 de diciembre, lo que podría dejar el juego de campeonato de la AFL para el siguiente fin de semana (fecha originalmente programada), ya que
sabían después de los partidos del 15 de diciembre que sólo ellos disputarían el título de la división. Sin embargo, la duelo por la División
Oeste aún no se había decidido y los propietarios de los Chargers y Raiders, objetaron , respectivamente, a que se juegue el playoff del Este
"temprananamente" con el argumento de que habría el ganador del Este tendría una ventaja injusta en términos de descanso en caso de que los
Chargers y los Raiders también tuvieron que jugar un desempate. Los Chargers ganaron su último partido y con él ganó el Oeste, sin embargo,
el partido entre Bills-Patriots no se jugó hasta después de la semana siguiente, el sábado 28 de diciembre (el día antes del Juego de
Campeonato de la NFL, Chicago-New York). Esto significaba que el juego de campeonato de Boston-San Diego no se jugaría hasta el 5 de enero
de 1964. De este modo se llevó a cabo el segundo juego de playoffs profesional en enero (y el primer título de playoffs de la AFL desde el 1
de enero de 1961).
| Semana | Este              | Registro | Oeste            | Registro |
| ------ | ----------------- | -------- | ---------------- | -------- |
| 1      | Boston            | 1–0–0    | 3 equipos        | 1–0–0    |
| 2      | Empate (Bos, Hou) | 1–1–0    | Empate (Oak, SD) | 2–0–0    |
| 3      | Boston            | 2–1–0    | Empate (SD, KC)  | 2–0–0    |
| 4      | N.Y. Jets         | 2–1–0    | San Diego        | 3–0–0    |
| 5      | N.Y. Jets         | 3–1–0    | San Diego        | 3–1–0    |
| 6      | N.Y. Jets         | 3–2–0    | San Diego        | 4–1–0    |
| 7      | Empate (Bos, Hou) | 4–3–0    | San Diego        | 5–1–0    |
| 8      | Houston           | 5–3–0    | San Diego        | 5–2–0    |
| 9      | Empate (Bos, Hou) | 5–4–0    | San Diego        | 6–2–0    |
| 10     | Houston           | 6–4–0    | San Diego        | 7–2–0    |
| 11     | Houston           | 6–4–0    | San Diego        | 8–2–0    |
| 12     | Empate (Bos, Hou) | 6–5–1    | San Diego        | 9–2–0    |
| 13     | Boston            | 7–5–1    | San Diego        | 9–3–0    |
| 14     | Empate (Bos, Buf) | 7–6–1    | San Diego        | 10–3–0   |
| 15     | Empate (Bos, Buf) | 7–6–1    | San Diego        | 11–3–0   |

## Temporada regular

### Resultados
| Local/Visitante | Local/Visitante    | División Este | División Este | División Este | División Este | División Oeste | División Oeste | División Oeste | División Oeste |
| Local/Visitante | Local/Visitante    | BOS           | BUF           | HOU           | NY            | DEN            | KC             | OAK            | SD             |
| --------------- | ------------------ | ------------- | ------------- | ------------- | ------------- | -------------- | -------------- | -------------- | -------------- |
| Este            | Boston Patriots    |               | 17–7          | 45–3          | 38–14         | 40–21          | 24–24          | 20–14          | 6–7            |
| Este            | Buffalo Bills      | 28–21         |               | 20–31         | 45–14         | 27–17          | 27–27          | 12–0           | 13–23          |
| Este            | Houston Oilers     | 28–46         | 28–14         |               | 31–27         | 20–14          | 28–7           | 13–24          | 14–20          |
| Este            | New York Jets      | 31–24         | 10–19         | 24–17         |               | 35–35          | 17–0           | 10–7           | 7–53           |
| Oeste           | Denver Broncos     | 14–10         | 28–30         | 24–33         | 9–14          |                | 7–59           | 10–26          | 50–34          |
| Oeste           | Kansas City Chiefs | 35–3          | 26–35         | 28–7          | 48–0          | 52–21          |                | 7–22           | 17–38          |
| Oeste           | Oakland Raiders    | 14–20         | 35–17         | 52–49         | 49–26         | 35–31          | 10–7           |                | 41–27          |
| Oeste           | San Diego Chargers | 17–13         | 14–10         | 27–0          | 24–20         | 58–20          | 24–10          | 33–34          |                |

### Tabla de posiciones
V = Victorias, D = Derrotas, E = Empates, CTE = Cociente de victorias, PF= Puntos a favor, PC = Puntos en contra
| Campeón de Division |

| Boston Patriots | 7 | 6 | 1 | .538 | 327 | 257 |
| Buffalo Bills   | 7 | 6 | 1 | .538 | 304 | 291 |
| Houston Oilers  | 6 | 8 | 0 | .429 | 302 | 372 |
| New York Jets   | 5 | 8 | 1 | .385 | 249 | 399 |

| San Diego Chargers | 11 | 3  | 0 | .786 | 399 | 255 |
| Oakland Raiders    | 10 | 4  | 0 | .714 | 363 | 282 |
| Kansas City Chiefs | 5  | 7  | 2 | .417 | 347 | 263 |
| Denver Broncos     | 2  | 11 | 1 | .154 | 301 | 473 |

## Juego de Campeonato
- Juego de Desempate, División Este
Boston Patriots 26, Buffalo Bills 8, 28 de diciembre de 1963, War Memorial Stadium, Buffalo, New York
- Juego de Campeonato
San Diego Chargers 51, Boston Patriots 10, 5 de enero de 1964, Balboa Stadium, San Diego, California